# Худум (аэропорт)
Аэропорт Худум (ИКАО: FBXX) — частный аэропорт расположенный в Худум, Ботсвана.

## Характеристики
Аэропорт находится на высоте 3140 футов (957 м) над среднем уровнем моря.
У него есть одна взлётно-посадочная полоса номер 15/33 с травяным/песчаным покрытием, длинной 1536 м.